# Zaječarski upravni okrug
Zaječarski upravni okrug (ćirilično: Зајечарски управни округ) je okrug u istočnom dijelu Središnje Srbije, na granici s Bugarskom. Središte Zaječarskog upravnog okruga je grad Zaječar.

## Općine
Zaječarski upravni okrug upravno je podjeljen na četiri općine:
- Općina Zaječar središte grad Zaječar
- Općina Boljevac središte grad Boljevac
- Općina Knjaževac središte grad Knjaževac
- Općina Sokobanja središte grad Sokobanja

## Stanovništvo
Prema popisu stanovništva iz 2002. godine okrug ima 137.561 stanovnika, dok je prosječna gustoća naseljenosti 37,7 stan./km².
| Etnički sastav 2002. |            |        |
| Narod                | Stanovnika | %      |
| Srbi                 | 124.427    | 90,45% |
| Vlasi                | 7.155      | 5,20%  |
| Romi                 | 1.194      | 0,87%  |
| Jugoslaveni          | 422        |        |
| Crnogorci            | 296        |        |
| Makedonci            | 271        |        |
| Bugari               | 155        |        |

## Vanjske poveznice
- Službena stranica okruga  Arhivirana inačica izvorne stranice od 8. veljače 2014. (Wayback Machine)